# Itea kwangsiensis
Itea kwangsiensis là một loài thực vật có hoa trong họ Iteaceae. Loài này được H.T. Chang miêu tả khoa học đầu tiên năm 1959.